# John Liedholm

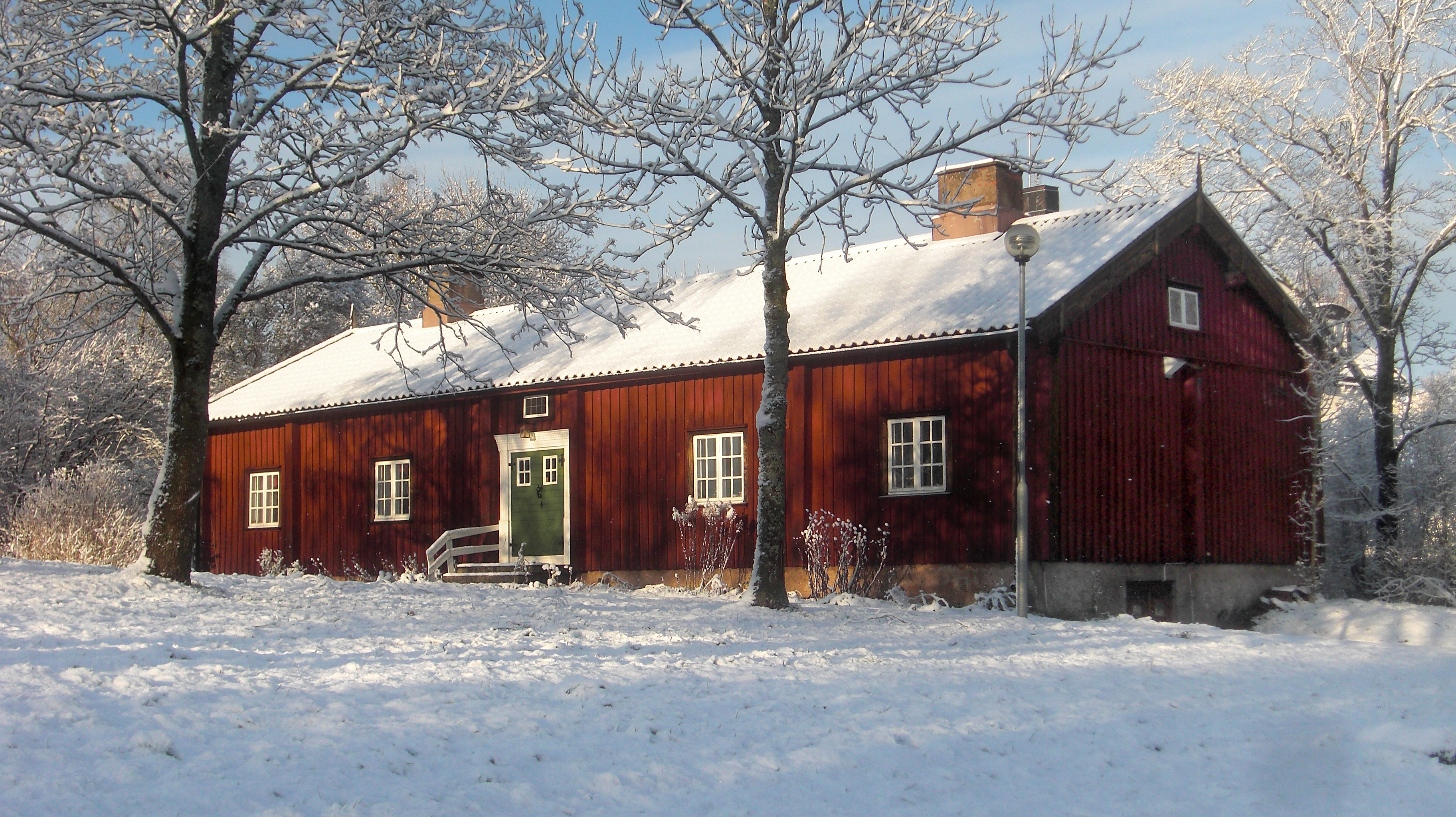
På sin ålderdom bodde Jönn i Kavlåsstugan bakom Falbygdens museum i Falköping.

John Gustav Hernfrid Liedholm, känd som Jönn, född den 14 juli 1895 i Falköping, död där den 9 december 1974 var en svensk diktare, konstnär och fornvän.

## Biografi
Liedholm var utbildad arkitekt och mycket intresserad av Falbygdens kultur och dialekter. Han dokumenterade många unika miljöer genom bland annat akvareller och oljemålningar. Han var diktare, konstnär och hembygdsforskare. Han skrev oftast sina dikter på västgötska under signaturen Jönn.
Jönn var sekreterare i Falbygdens hembygds- och fornminnesförening under åren 1927-1962. Tillsammans med tandläkare Einar Magnusson och överlärare Hilding Svensson byggde Jönn upp fornminnesföreningens samlingar. Sedan 1961 bevaras dessa samlingar av Falbygdens museum i Falköping.
Släkten Liedholm är en gammal prästsläkt från Gökhem i Vilske härad. Jönns far, Anders Gustaf Liedholm (1864-1947), hade en garnaffär i Falköping och denna affär övertog Jönn vid faderns död 1947.

### Samlingar och urval
- Ätter Jönn : dikter / av John Liedholm ; ett lyriskt bokslut sammanställt av Lars-Erik Linnarsson. Falköping: Norders bokhandel. 1976. Libris 215457
- John "Jönn" Liedholms samlade dikter / John "Jönn" Liedholm. [Floby]: Jönnsällskapet. 2017. Libris 21733924. ISBN 9789163781735

### Pjäsmanus
- Ericson, Peter (1995). Opptedate. Skövde: Skaraborgsteatern. Libris 21167944